# Rhadinella
Rhadinella är ett släkte ormar i familjen snokar. Flera ingående arter listades tidigare i släktet Rhadinaea. Släktet tillhör underfamiljen Dipsadinae som ibland listas som familj.
Vuxna exemplar är med en längd mindre än 75 cm små ormar. De förekommer i Mexiko och i Centralamerika. Habitatet utgörs främst av bergsskogar. Antagligen lägger honor ägg.
Arter enligt The Reptile Database:
- Rhadinella anachoreta
- Rhadinella donaji
- Rhadinella dysmica
- Rhadinella godmani
- Rhadinella hannsteini
- Rhadinella hempsteadae
- Rhadinella kanalchutchan
- Rhadinella kinkelini
- Rhadinella lachrymans
- Rhadinella lisyae
- Rhadinella montecristi
- Rhadinella pegosalyta
- Rhadinella pilonaorum
- Rhadinella posadasi
- Rhadinella rogerromani
- Rhadinella schistosa
- Rhadinella serperaster
- Rhadinella stadelmani
- Rhadinella tolpanorum
- Rhadinella xerophila